# Malounta
Malounta (en griego: Μαλούντα) es un pueblo en el Distrito de Nicosia de Chipre, situado a 2 km al norte de Klirou.
El área de las montañas de Troodos tiene ofiolita, que consiste en diferentes capas de rocas de la corteza oceánica acumuladas durante 90 millones de años. Esto se puede ver muy claramente a lo largo de la carretera que atraviesa los pueblos de Chandria, Kionia, Klirou, Malounta y Mathiatis. Por esta razón, intentaron incluirlos así como el monte Olimpo en la lista del Patrimonio de la Humanidad en 2002.